# Ригли-билдинг
Ригли-билдинг (англ. Wrigley Building) — небоскрёб по адресу Норт-Мичиган-авеню, д. 400—410, расположенный напротив здания Трибьюн-тауэр, на т. н. Великолепной Миле в г. Чикаго, штат Иллинойс. Построен для размещения корпоративной штаб-квартиры Wrigley — крупного производителя жевательной резинки.

## История

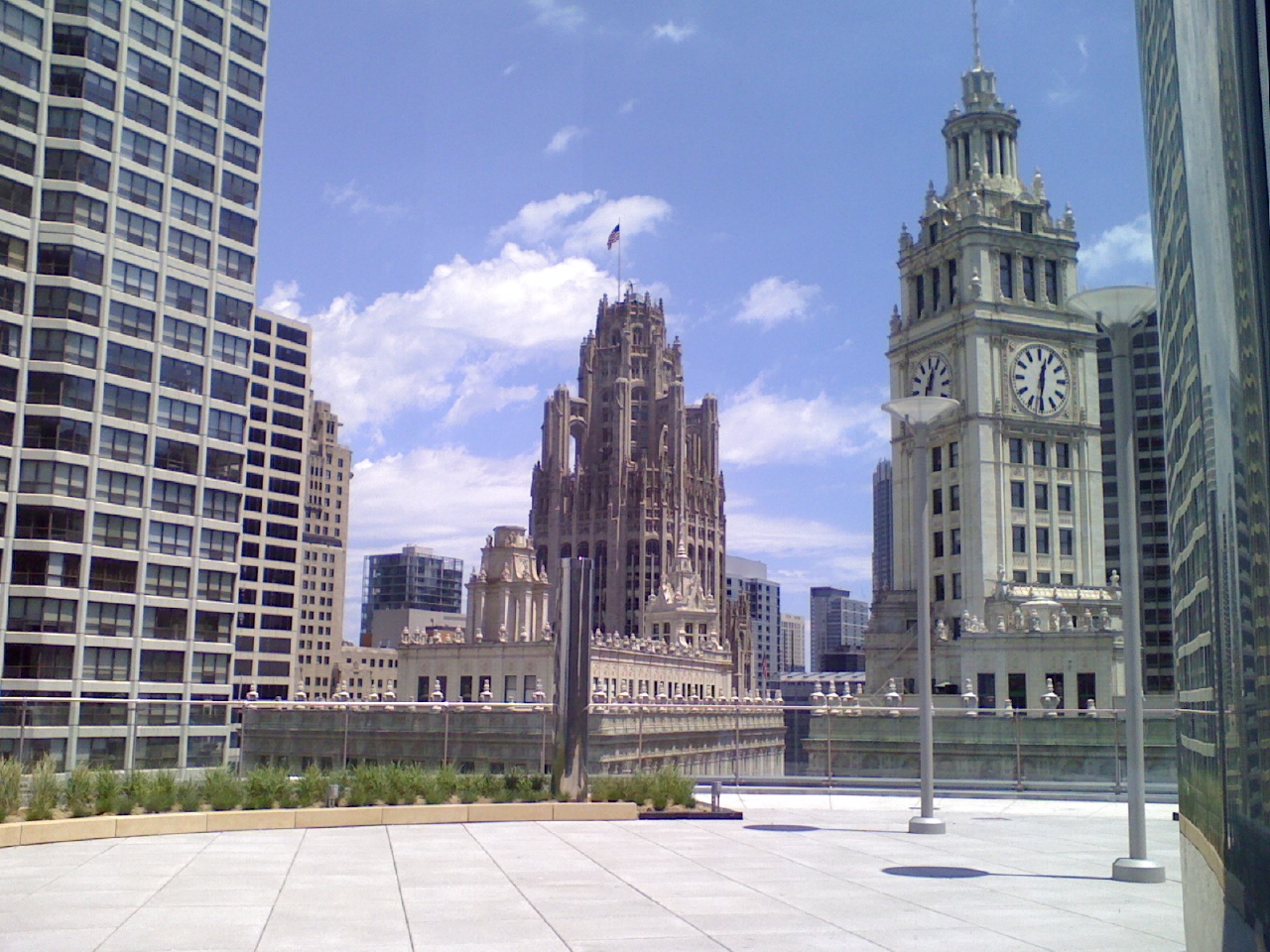
Трибьюн-тауэр и Ригли-билдинг (часовая башня). Вид со стороны отеля Trump International.

Участок был выбран лично Уильямом Ригли-мл. В 1920 году, когда был заложен фундамент Ригли-билдинг, к северу от реки Чикаго не было крупных офисных зданий. Мост Мичиган-Авеню (англ. Michigan Avenue Bridge) южнее здания все ещё находился в процессе возведения. Здание было спроектировано фирмой Graham, Anderson, Probst & White, архитекторы которой вдохновлялись формами башни Хиральда Севильского собора, сочетая их с деталями сооружений времен французского Ренессанса. Высота составила 425 футов (130 м). Строительство 21-этажной южной башни было завершено в апреле 1921 года, а 30-этажной северной башни — в мае 1924 года. Переходы между башнями были созданы на уровне первого и третьего этажей. В 1931 году на 14-м этаже был добавлен ещё один переход для соединения офисов банка (в соответствии с чикагскими правилами банковской деятельности). Общая площадь обеих башен, не считая уровней ниже Мичиган-авеню, составляет 42,1 тыс. кв. м.
На южной башне размещены часы с циферблатами со всех сторон. Диаметр каждого циферблата составляет 5,97 м.
Здание облицовано глазурованной терракотой, которая создает эффект белого отблеска фасада. Периодически все здание моют вручную. В темное время суток небоскреб ярко подсвечен.
Ригли-билдинг стал первым офисным зданием в Чикаго, оборудованным центральной системой кондиционирования.
В научно-фантастическом фильме «Начало конца» (1957) на центр Чикаго нападают гигантские кузнечики. В одной из сцен показано, как они взбираются по стене здания.
В 2011 году здание приобрела группа инвесторов, в состав которой входят Zeller Realty Group и соучредители Groupon Эрик Лефкофски и Брэд Киуэлл. Новые владельцы постарались сделать здание более привлекательным для бизнеса, добавив магазин Walgreens, кафе, фитнес-центр и помещение для кормящих матерей.
В 2017 году Lego Architecture сделала макет силуэта Чикаго из блоков Lego, в том числе Ригли-билдинг.

## Арендаторы
В числе арендаторов:
- Генеральное консульство Австрии размещается в офисе № 707[6].
- Генеральное консульство Великобритании находилось на 12-м и 13-м этажах Ригли-билдинг с 1996 по август 2011 года[7].

- Торговая палата Чикаголенда размещается в офисе № 900.
- EZCall, подразделение Kronos Incorporated, размещается в офисе № 660.
- Штаб-квартира Capax Global в США размещается в офисе № 650.

## Галерея

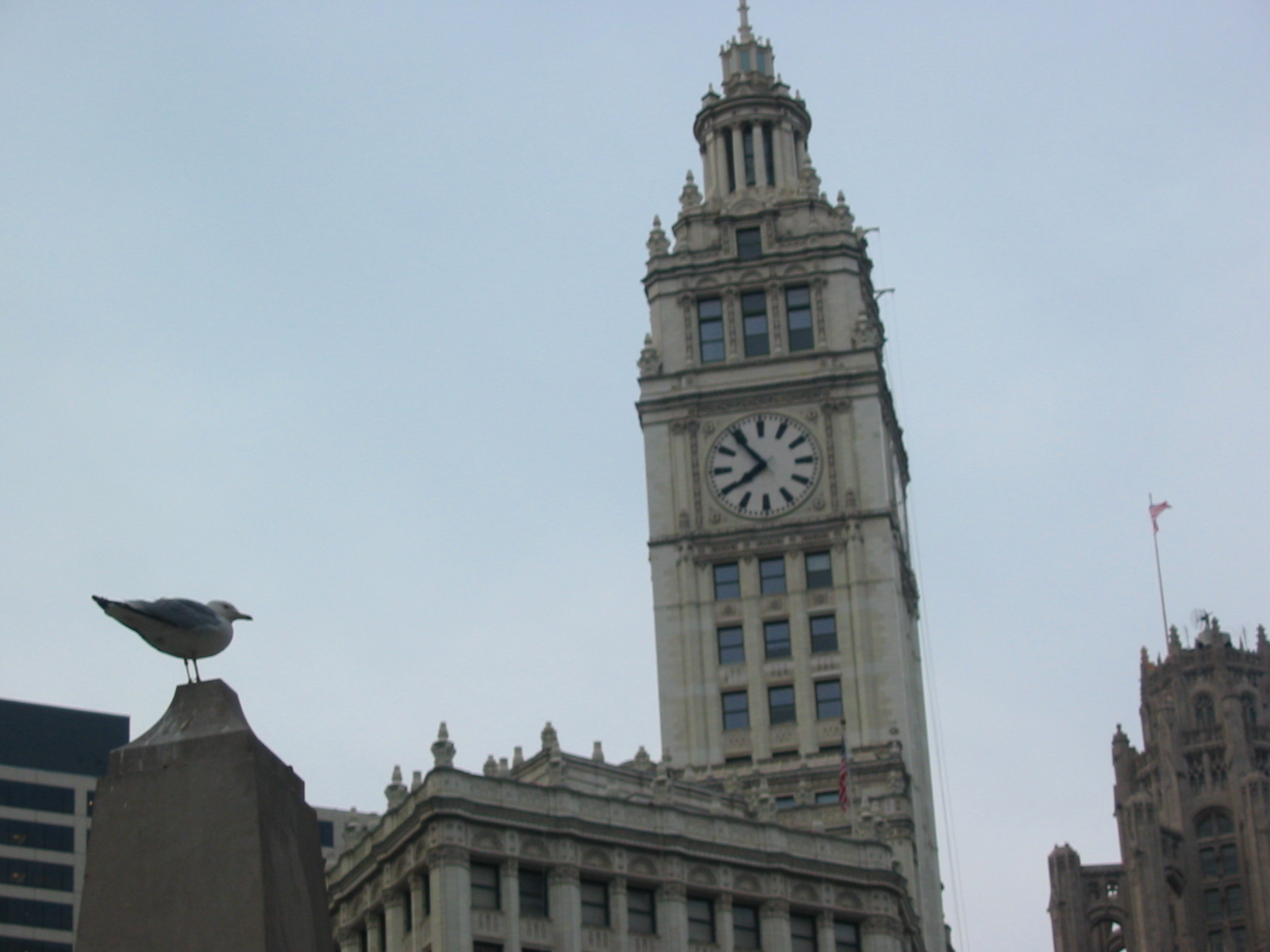
Часовая башня
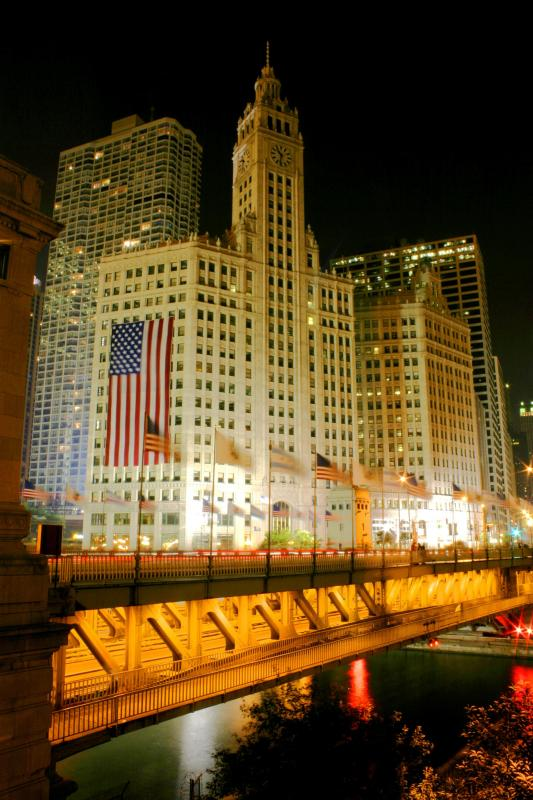
Вид со стороны р. Чикаго 4 июля 2005 года, в День независимости США.
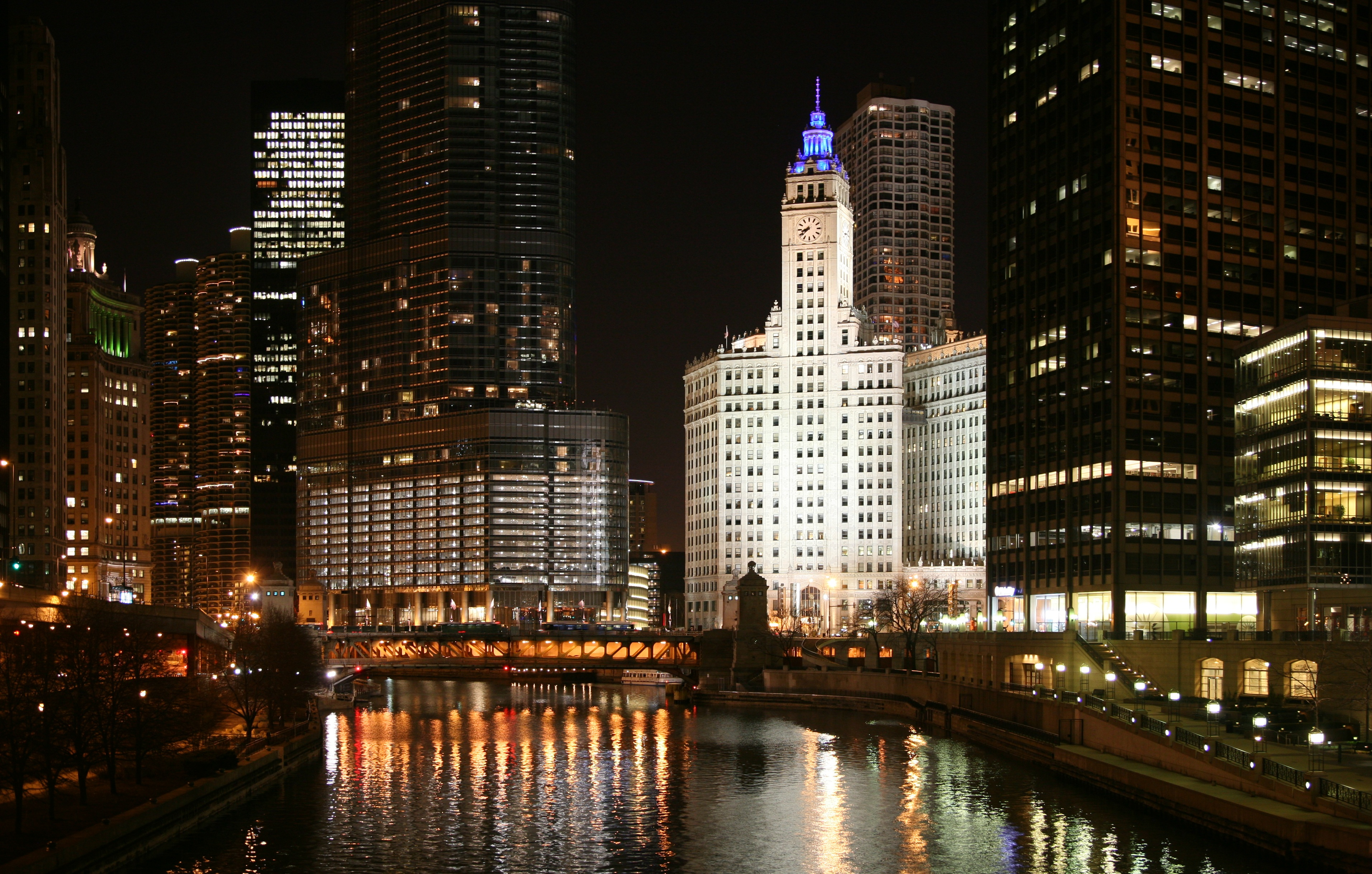
Ригли-билдинг ночью.
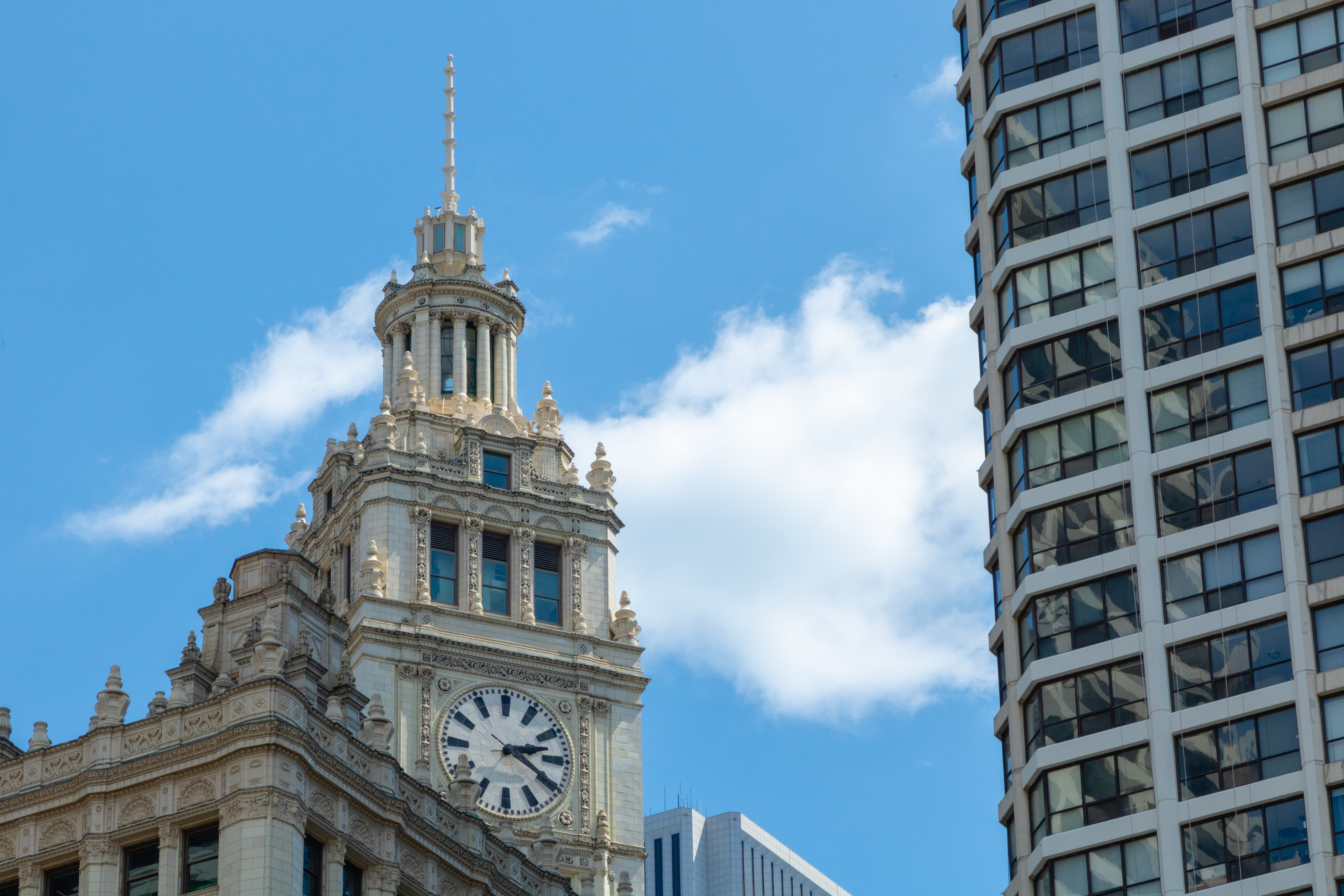
Крупный план часовой башни (2019).
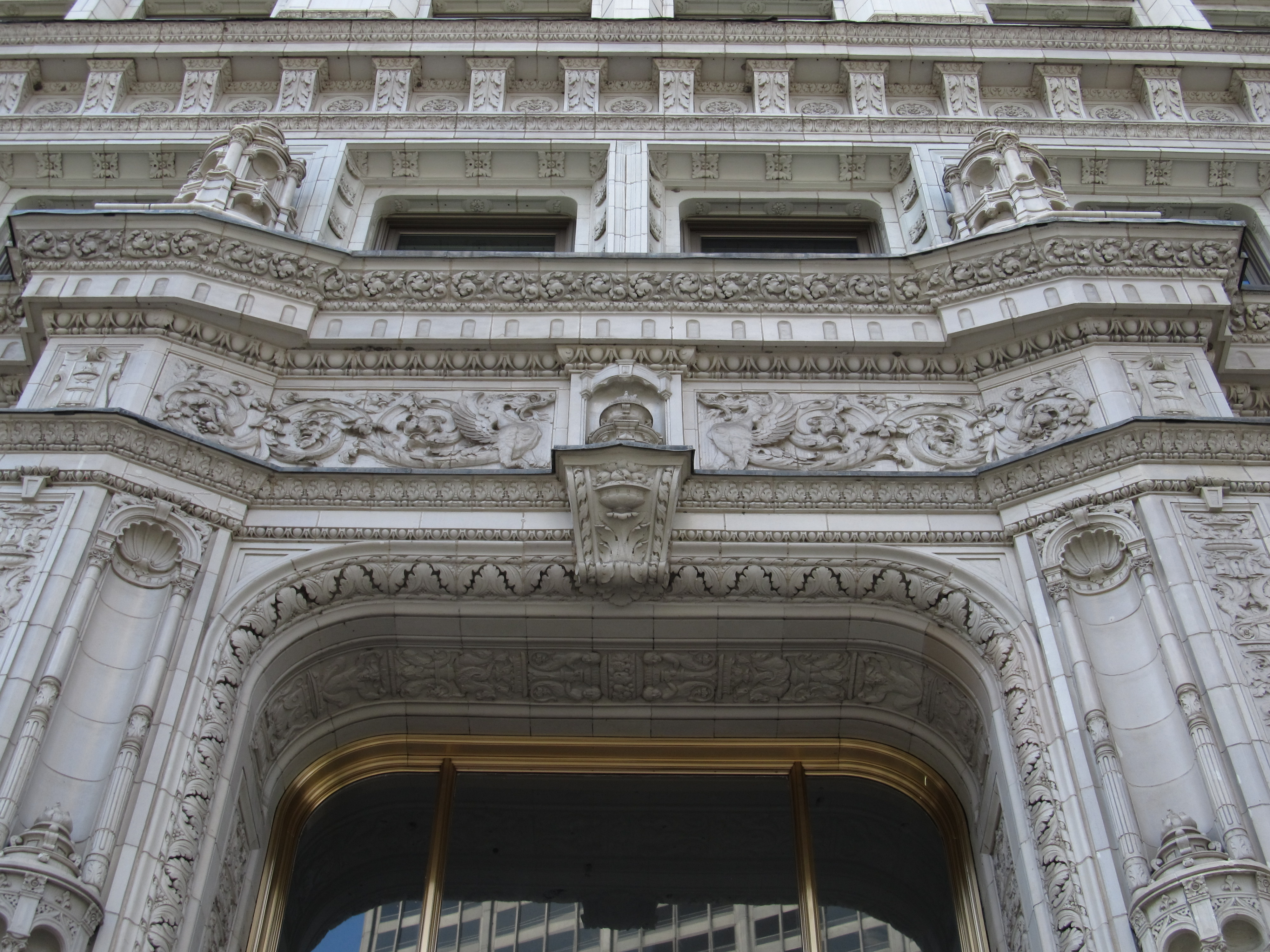
Деталь.
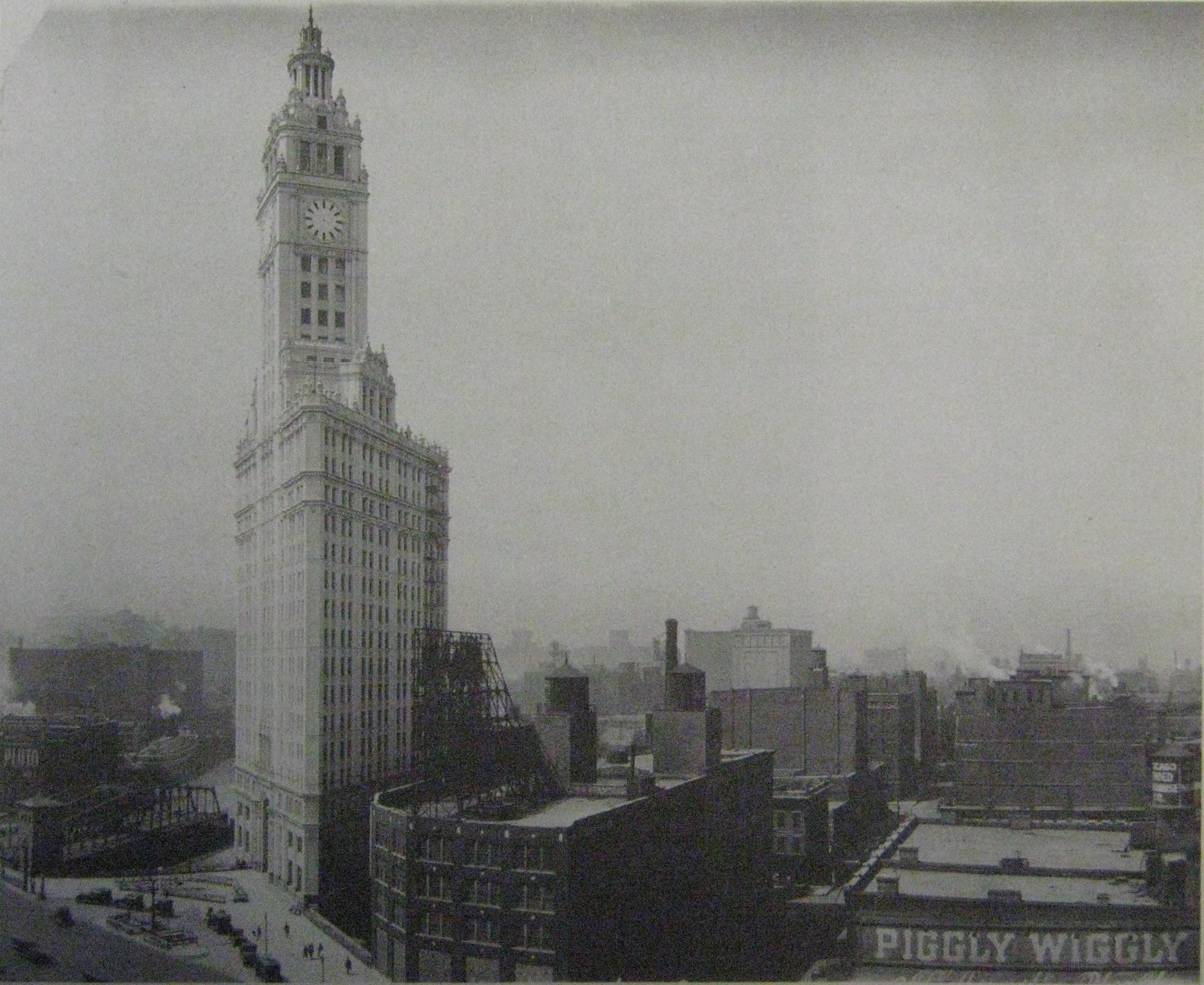
Ригли-билдинг. После 1921 года.